# Dactylorhiza umbrosa
Dactylorhiza umbrosa är en orkidéart som först beskrevs av Grigorij Silych Karelin och Ivan Petrovich Kirilov, och fick sitt nu gällande namn av Sergej Arsenjevitj Nevskij. Dactylorhiza umbrosa ingår i Handnyckelsläktet som ingår i familjen orkidéer. Inga underarter finns listade i Catalogue of Life.